# Pall Mall (London)
A Pall Mall egy évszázadok óta létező útvonal London központi részén, amely a St. James's Streetet köti össze a Trafalgar térrel. Neve egy régi, már kihalt tekeszerű labdajáték, a pall-mall elnevezését őrzi, mert a területének egy része a 17. században ilyen játék is játéktere volt. A mai Pall Mall 1661-ben jött létre, környéke azt követően, II. Károly király uralkodásának idején kezdett kiépülni.

## Története
Régészeti kutatások szerint már legalább a 12. századtól kezdve húzódott ezen a környéken egy fontos út. Az 1600-as évek első felében az Egyesült Királyságban addig valószínűleg ismeretlen, francia eredetű szabadtéri labdajáték, a pall-mall egy játékterét alakították ki ezen a területen, ami hamar nagy népszerűségre tett szert a legfelsőbb körök tagjai között is. Mai ismereteink szerint Londonban itt volt az első olyan terület, ahol pall-mall céljára alakítottak ki játékteret: „In 1630, St James's Field, London's first pall-mall court, was laid out to the north of the Haymarket – St James road.”
1660-61-ben új játéktér létesült, a régi pálya helyén pedig 1661 szeptemberére egy utat alakítottak ki. Ez először a Catherine Street nevet kapta, II. Károly felesége, Braganzai Katalin után, de kezdettől fogva elterjedtebb neve volt a Pall Mall Street vagy az Old Pall Mall.

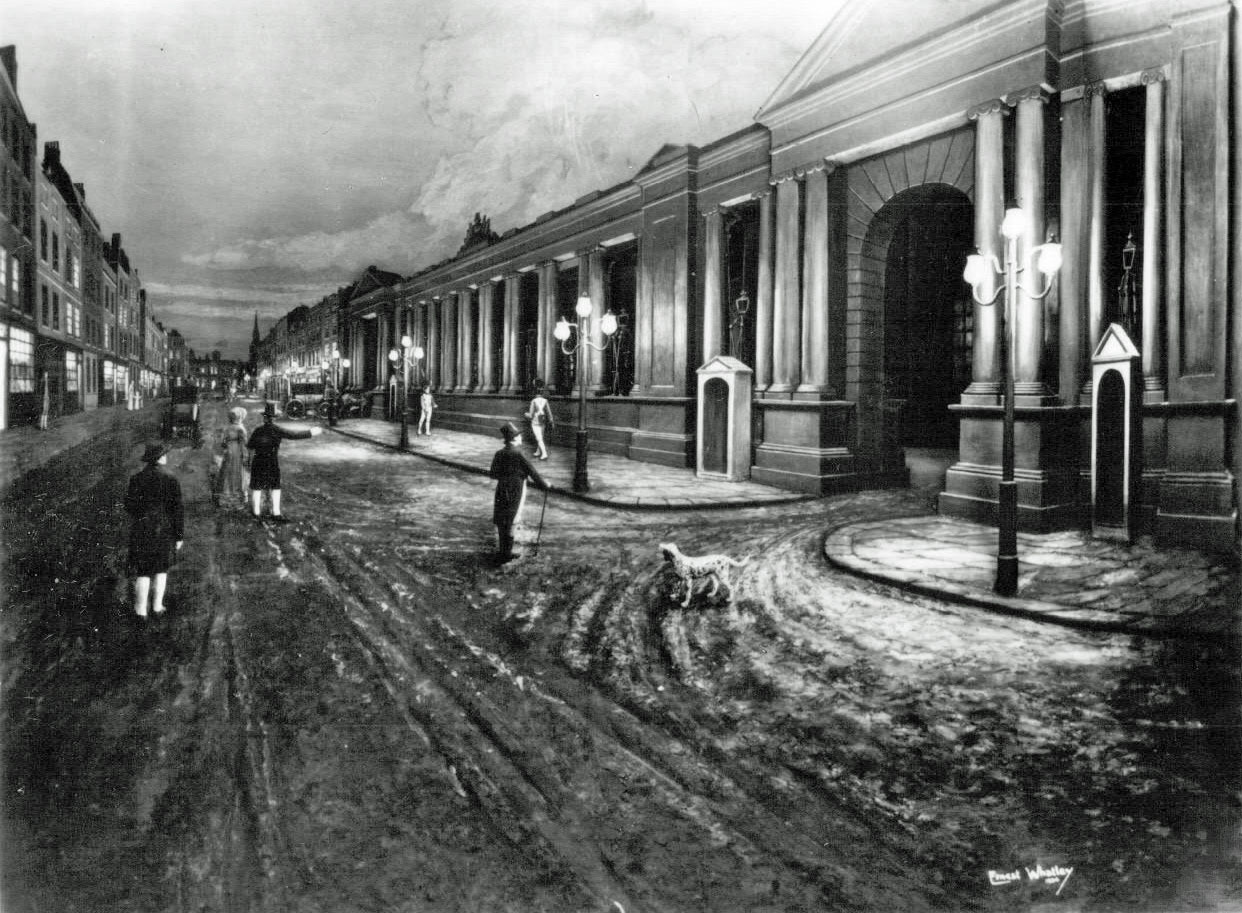
A gázzal működtetett közvilágítás

A 18. századra az út teljesen kiépült, nagy házak és jól menő üzletek övezték, többek között a Vulliamy család órakészítő üzeme és Robert Dodsley könyvesboltja működött itt. Több író és alkotóművész költözött ide, így például Richard Cosway vagy Thomas Gainsborough, akik mindketten a 80-82. házszámú Schomberg Houseban laktak. Egy időben itt volt London szépművészeti központja is: 1814-ben a Királyi Művészeti Akadémia, a londoni Nemzeti Galéria és a Christie's aukciósház is itt épült meg.
A Pall Mall volt London egyik legelső olyan utcája, ahol kiépítették a gázzal működtetett közvilágítást, 1820-ban, majd a következő évtizedekben számos előkelő klub is működött itt. Ilyen volt többek között az 1819-ben alapított Travellers Club, amely 1822-től működött a 49-es, majd a következő évtől a 106-os szám alatt, az Athenaeum Club, amely 1830-ban költözött a 107-es szám alatti Somerset House-ba; a Reform Club a 104–105 szám alatt (1836-tól), vagy az Army and Navy Club a 36–39-es házszám alatt, 1837-től.
1855-től 1906-ig a Pall Mallen kapott helyet az Egyesült Királyság Hadügyi Hivatala (a későbbi Védelmi Minisztérium jogelődje), így az út neve (csakúgy, mint később a Whitehallé) a brit kormányzat adminisztratív központjának szinonimájává vált. A hivatal a Cumberland House nevet viselő épületegyüttesben volt elhelyezve, onnan költözött a Whitehallra.

## Fordítás
Ez a szócikk részben vagy egészben  a   Pall Mall, London című angol Wikipédia-szócikk fordításán alapul.  Az eredeti cikk szerkesztőit annak laptörténete sorolja fel. Ez a jelzés csupán a megfogalmazás eredetét és a szerzői jogokat jelzi, nem szolgál a cikkben szereplő információk forrásmegjelöléseként.